# كانجيكان
كانجيكان (بالفارسية:  كنجيگان)، و(باللاتينية:  Kanjīgān)‏ هي قرية في منطقة سرداشت الريفية، مقاطعة بهبهان، إيران. بلغ عدد سكانها 98 نسمة في تعداد عام 2006.